# Ippodromo dei Pini
Ippodromo dei Pini är en travbana i Follonica i provinsen Grosseto i Italien. Huvudbanans totala längd är 1 400 meter.

## Om banan
Travbanan Ippodromo dei Pini ligger på Strada Regionale Sarzanese Valdera, längs sträckan som förbinder Follonica med Massa Marittima. Anläggningen har en total yta på 34 hektar.
Huvudbanan är 1400 meter lång och 27 meter bred. Det finns även två träningsbanor, en cirkulär bana på 1000 meter på insidan av huvudbanan, och en rakbana på 720 meter. Banans stallbacke har 330 boxplatser, och 100 ytterligare isolerade boxar.
Läktarplatserna rymmer ca 10 000 åskådare. Det finns även läktarplatser med tak, med 1000 sittplatser. Banan är även utrustad med belysningssystem, för lopp på kvällstid.